# 요루바어

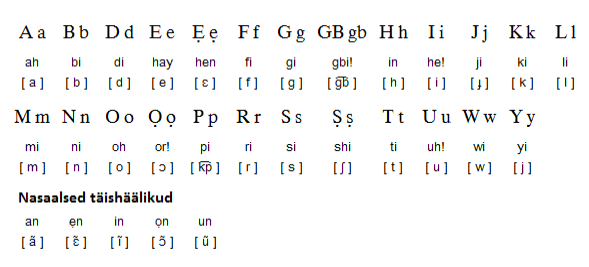

요루바어(Èdè Yorùbá)는 서아프리카의 요루바족이 사용하는 언어이다. 요루바어 화자의 수는 약 3 ~ 4천만 명으로 추정된다. 주로 나이지리아 서남부와 베냉 일대에서 쓰이고, 시에라리온, 라이베리아, 아프리카의 다른 여러 지역과 아메리카, 유럽에서도 쓰인다. 요루바어의 가장 가까운 친척은 나이저강 삼각주의 이체키리어와 나이지리아 중부의 이갈라어이다.

## 음운

### 닿소리
|           |           | 입술소리 | 치경음 | 후치경음/ 경구개음 | 연구개음 | 연구개음 | 성문음 |
| 단일 조음 | 이중 조음 | 입술소리 | 치경음 | 후치경음/ 경구개음 |          |          | 성문음 |
| --------- | --------- | -------- | ------ | ------------------ | -------- | -------- | ------ |
| 비음      | 비음      | m        |        |                    | ŋ~ŋ̍      |          |        |
| 파열음    | 무성음    |          | t      |                    | k        | kp       |        |
| 파열음    | 유성음    | b        | d      | ɟ                  | ɡ        | ɡb       |        |
| 마찰음    | 마찰음    | f        | s      | ʃ                  |          |          | h      |
| 유음      | 설측음    |          | l      |                    |          |          |        |
| 유음      | R음       |          | ɾ      |                    |          |          |        |
| 반모음    | 반모음    |          |        | j                  |          | w        |        |

n은 정서법상으로는 존재한다. 그러나 /n/은 엄밀하게 말하자면 l이 비모음 앞에 있을 때만 나타난다.

### 홀소리
|          | 전설 | 후설 |
| -------- | ---- | ---- |
| 고모음   | i, ĩ | u, ũ |
| 중고모음 | e    | o    |
| 중저모음 | ɛ, ɛ̃ | ɔ, ɔ̃ |
| 저모음   | a, ã | a, ã |

### 성조
고조, 중조, 저조 3개가 있다.

## 문법
- 어순으로는 SVO형이다.
- 명사의 성은 없다. 의문문에서 인간과 비인간 명사의 구분이 있다.
- 전치사로는 ní(영어의 in, at, on에 상응)와 sí(영어의 onto, towards에 상응) 두 개가 있다.
- 수사는 이십진법을 따른다.